# كأس دوري برقة (ليبيا)
بعد انتهاء الحرب العالمية الثانية كانت دول الحلفاء قد أعطى ليبيا حكم ذاتي غير مستقل على إن يكون الاستقلال التام قريبا وذلك عام 1947 م وفي العام الثاني قام أول بطولة في شرق ليبيا في مدينة بنغازي عاصمة ولاية برقة الليبية في موسم الرياضي 1948\1949، وبعد الاستقلال عام 1951 ظلت هذه البطولة سارية المفعول حتى عام 1957 حيث أقيمت بطولة ولاية برقة تشارك فيها كل أندية في مدن برقة وذلك في الموسم الرياضي 1956\1957 م.
في عام 1961 تغيره نظام الفدرالي في ليبيا فلم تعد ليبيا المملكة المتحدة الليبية المتكونة من ثلاث أقاليم شبة مستقلة بل أصبحت مملكة الليبية, ولهذا تغيرت اسم بطولة ولاية برقة إلى اسم بطولة محافظات الشرقية (برقة).
في الأسفل البطولات والأبطال

## كأس دوري بنغازي
الأبطال
1. الأهلي (بنغازي) 4 مرات (1950 – 1951 – 1954 – 1956)
2. النجمة (بنغازي) 3 مرات (1949 – 1953 – 1955)
3. الهلال (بنغازي) 1 مرة (1957)

البطولة
1949 النجمة (بنغازي)
1950 الأهلي (بنغازي)
1951 الأهلي (بنغازي)
1952 لم تقام البطولة ؟
1953 النجمة (بنغازي)
1954 الأهلي (بنغازي)
1955 النجمة (بنغازي)
1956 الأهلي (بنغازي)
1957 الهلال (بنغازي)
1958 الغية البطولة بشكل نهائي

## كأس دوري برقة
الأبطال
1. الأهلي (بنغازي) 8 مرات (1957 – 1960 – 1963 – 1964 – 1968 – 1970 – 1976 – 1986)
2. الهلال (بنغازي) 4 مرات (1959 – 1961 – 1962 – 1965)
3. التحدي (بنغازي) 2 مرتين (1967 – 1982)
4. النجمة (بنغازي) 1 مرة (1958)
5. دارنس (درنة) 1 مرة (1966)
6. النصر (بنغازي) 1 مرة (1978)

البطولة
1957 الأهلي (بنغازي)
1958 النجمة (بنغازي)
1959 الهلال (بنغازي)
1960 الأهلي (بنغازي)
1961 الهلال (بنغازي)
1962 الهلال (بنغازي) (تم تغير الاسم من كأس برقة إلى كأس المحافظات الشرقية.
1963 الأهلي (بنغازي)
1964 الأهلي (بنغازي)
1965 الهلال (بنغازي)
1966 دارنس (درنة)
1967 التحدي (بنغازي)
1968 الأهلي (بنغازي)
1969 توقفت البطولة بسبب إحداث الانقلاب العسكري لقيام ثورة الفاتح من سبتمبر يوم 1-9-1969 م.
1970 الأهلي (بنغازي)
1971 إيقاف البطولة ؟
1972 إيقاف البطولة ؟
1973 إيقاف البطولة ؟
1974 إيقاف البطولة ؟
1975 إيقاف البطولة ؟
1976 الأهلي (بنغازي)
1977 إيقاف البطولة ؟
1978 النصر (بنغازي)
1979 إيقاف البطولة ؟
1980 إيقاف البطولة ؟
1981 إيقاف البطولة ؟
1982 التحدي (بنغازي)
1983 إيقاف البطولة ؟
1984 إيقاف البطولة ؟
1985 إيقاف البطولة ؟
1986 الأهلي (بنغازي)
1987 تم إلغاء البطولة بشكل نهائي ؟
‌